# Mine de Boron

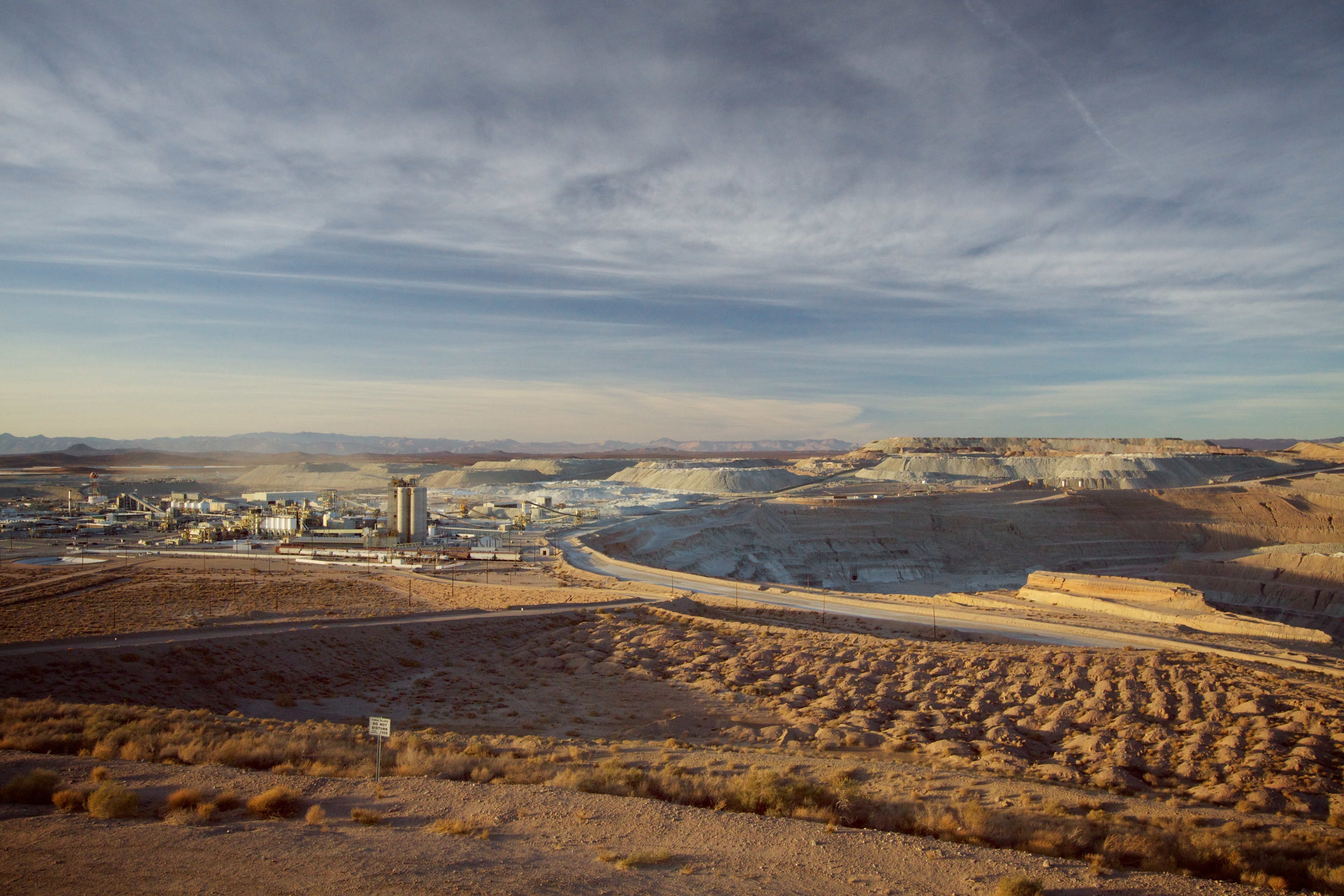
Vue sur la mine de Boron.

La mine de Boron est une mine à ciel ouvert de borate située dans la municipalité de Boron en Californie aux États-Unis. Elle est possédée par Rio Tinto. La mine a commencé sa production en 1957.